# Cruïlles, Monells i Sant Sadurní de l'Heura
Cruïlles, Monells i Sant Sadurní de l'Heura est une commune de la comarque de Baix Empordà de la province de Gérone, en Catalogne, en Espagne.